# 羅伯特·詹里克
（1982年1月9日—），英國保守黨政治人物，自2014年開始擔任紐瓦克選區下議院議員，踏入政壇之前是一位律師。
2023年12月6日，因與政府的盧安達庇護計劃產生「強烈分歧」而辭去移民國務部長的職務，認為該計劃在解決非法移民方面做得還不夠遠。